# NGC 5665A
NGC 5665A — галактика в созвездии Волопас.
Этот объект не входит в число перечисленных в оригинальной редакции «Нового общего каталога» и был добавлен позднее.